# Nagelskär, Vasa
Nagelskär (fi. Kynsiluoto) en ö i Gerby skärgård i Vasa. Ön har en area på 10,1 hektar och ligger cirka 450 meter från fastlandet.
Nagelskär ägs av Vasa stad och används som friluftsområde. Här finns brygga, badstrand och eldplats.